# Peshtigo
Peshtigo és una població dels Estats Units a l'estat de Wisconsin. Segons el cens del 2000 tenia 3.357 habitants.

## Demografia
Segons el cens del 2000, Peshtigo tenia 3.357 habitants, 1.315 habitatges, i 879 famílies. La densitat de població era de 425 habitants per km².
Dels 1.315 habitatges en un 32,9% hi vivien nens de menys de 18 anys, en un 54,8% hi vivien parelles casades, en un 8,5% dones solteres, i en un 33,1% no eren unitats familiars. En el 28,7% dels habitatges hi vivien persones soles el 15,1% de les quals corresponia a persones de 65 anys o més que vivien soles. El nombre mitjà de persones vivint en cada habitatge era de 2,39 i el nombre mitjà de persones que vivien en cada família era de 2,92.
Per edats la població es repartia de la següent manera: un 24,5% tenia menys de 18 anys, un 7,1% entre 18 i 24, un 26,8% entre 25 i 44, un 20,3% de 45 a 60 i un 21,1% 65 anys o més.
L'edat mediana era de 40 anys. Per cada 100 dones de 18 o més anys hi havia 84 homes.
La renda mediana per habitatge era de 34.898 $ i la renda mediana per família de 41.900 $. Els homes tenien una renda mediana de 31.815 $ mentre que les dones 21.531 $. La renda per capita de la població era de 16.379 $. Aproximadament el 5,6% de les famílies i el 8,2% de la població estaven per davall del llindar de pobresa.

## Poblacions més properes
El següent diagrama mostra les poblacions més properes.